# Taj Mahal (músico)
Taj Mahal (Henry Saint Clair Fredericks: 17 de mayo de 1942) es músico de blues, Taj logró fusionar lo rural con el jazz, el blues, reggae, calypso, zydeco y música hawaiana en una sintetizada e infinita melodía propia. Es considerado un innovador del blues debido a su originalidad y uno de los músicos más importantes del género. 
Nació en Nueva York en 1942, su padre era un indígena de la zona del oeste de Estados Unidos y su madre era afroamericana.
Taj fue expuesto a múltiples culturas desde su nacimiento. 
Grabó su primer disco en 1967 y rápidamente comenzó dando shows con los Grateful Dead y Jefferson Airplane. 
Taj es multinstrumentista (tocando guitarra, el piano, el bajo, el órgano, mandolina, chelo, salterio, flautín, la armónica, kalimba, vibráfono, dobro...). 
Taj suele componer nuevas formas musicales combinando distintos estilos, resultando llenas de energía y con resultados evocativos. 
Durante un breve período, en 1971, colaboró con la banda de jazz-rock española Om.

## Discografía
- 1968: Taj Mahal (CBS) con Ry Cooder
- 1968: The Blues
- 1968: The Natch'l Blues
- 1969: Giant Steps / The Old Folks at Home
- 1971: The Real Thing
- 1971: Happy Just to be like I am
- 1972: Recycling the Blues and other related stuff
- 1973: Oooh So Good 'n Blues
- 1973: Sounder Tracks
- 1974: Mo' Roots
- 1981: Best of Taj Mahal vol. 1
- 1986: Taj
- 1987: Shale Sugaree
- 1993: World Music
- 1996: Phantom Blues
- 1997: Senor Blues
- 1997: Sacred Island
- 1999: Kulanjan (Rykodisc) con Toumani Diabaté
- 2000: Best of Private Years (BMG)
- 2003: Hanapepe Dream
- 2003: Martin Scorsese Presents ...the blues (Sony)
- 2004: Musicmakers with Taj Mahal (Music Maker n°49)
- 2004: Etta Baker with Taj Mahal (Music Maker n°50)
- 2005: Mkutano - (Tradition und Moderne GmbH) - Taj Mahal meets the Culture Musical Club of Zanzíbar

### Colectivos
- 1999: Philadelphia Folk Festival - 40th Anniversary